# El Calvari (Alcanar)
El Calvari és un conjunt del municipi d'Alcanar inclòs a l'Inventari del Patrimoni Arquitectònic de Catalunya.

## Descripció
És format per un recinte quadrangular, als afores del poble, delimitat per un mur perimetral de maçoneria d'uns 2 metres d'alçada, aixecat entorn d'un turonet. Al cim hi ha la capella, a la que s'hi accedeix a través de carrers organitzats en forma de bancals i rampes en ziga-zaga, aprofitant el desnivell. Les capelletes del Via Crucis es distribueixen al llarg d'aquests carrers.
La porta d'accés al recinte, en forma d'arcada i més moderna que la resta del mur, està situada a la part inferior del turó.
La capella, de planta quadrada i murs de maçoneria, té, a la façana, una porta amb llinda i brancals de pedra, i una petita fornícula com les del Via Crucis amb un òcul a sobre. La cornisa dibuixa al cim un frontó triangular, malgrat que l'acabament és rectangular.
Al coronament superior hi ha una petita espadanya. El segle xix, Mn. Andreu Queralt va col·locar la campana d'aquesta espadanya a la capella que porta el nom de Maria dels Dolors.
Hi ha unes capelletes en forma de fornícula apuntada sobre pilars de maçoneria, on es representen les escenes de la Passió. Els Calvaris són uns elements urbans molt freqüents als municipis del Baix Ebre i Montsià, en relació amb un costum més estès per la regió valenciana que per la resta de Catalunya.
Actualment només s'utilitza un cop l'any, per Quaresma, quan s'hi va a resar el Via Crucis o "resar les creus" com diuen popularment.

## Història
S'hi ha trobat documentada, el 1776, una ermita de Santa Magdalena, a la ubicació del calvari primitiu, i se sap que ja en 1794, aquesta Sant Magdalena ja es trobava en mal estat. L'antic Calvari estava situat a l'extrem superior del raval, al punt conegut com "Les Eres del Calvari".
A mitjan segle xix, essent rector de la parròquia Francesc Roqueta, es va projectar la construcció del nou Calvari per iniciativa d'Andreu Sancho, trinitari exclaustrat, i Miquel Gil, apotecari, que recolliren almoines i organitzaren rifes. Els veïns van ajudar amb prestacions personals.
Gràcies a aquests esforços, el Calvari es va poder inaugurar el 1855 amb un Via Crucis.